# Мальта на літніх Олімпійських іграх 2012
Мальта на літніх Олімпійських іграх 2012 буде представлена в трьох видах спорту. 